# Горњи Цурај
Горњи Цурај (алб. Curraj i Sipërm) је насељено место у општини Тропоја у округу Кукеш, Албанија. Према попису из 1989. године било је 772 становника.
Горњи Цурај су једно од насеља племена Никај.